# Гіпотеза захоплення ефіру
В 19-му столітті широко дискутувалася теорія світлоносного (luminiferous) ефіру, як одна із форм середовища (medium) для розповсюдження світла. Важливою частиною  цієї дискусії була проблема руху Землі по відношенню до цього середовища. Гіпотеза захоплення ефіру (aether drag hypothesis) мала справу з питанням чи світлоносний ефір захоплюється повністю, або частково матерією, що рухається. Згідно з першим випадком немає ніякого відносного руху між Землею та ефіром; а згідно з другим — існує відносний рух і тому швидкість світла  повинна залежати від швидкості цього руху («ефірний вітер» — "aether wind"). Цей вітер повинен вимірюватися на поверхні Землі відповідними приладами, жорстко зв'язаними з її поверхнею. Одна із перших моделей ефіру була запропонована Френелем, який в 1818 році припустив, що ефір частково захоплюється матерією, що рухається. Протилежну модель запропонував Джордж Стокс в 1845, в якій ефір повністю захоплюється (entrained) всередині або поблизу матерії, що рухається.
В той час, як стаціонарна теорія Френеля підтверджувалася «приблизно» на практиці експеримент Фізо (1851), теорія Стокса була «повністю» підтверджена в експерименті Майкельсона — Морлі (1881, 1889). Ця суперечність була розв'язана Лоренцом (1895, 1904), чия теорія забороняла будь-яку форму захоплення ефіру. Нарешті, з появою спеціальної теорії відносності Ейнштейна, ефіру було відмовлено «назавжди».

## Часткове захоплення ефіру
В 1810 Франсуа Араго зрозумів, що варіації індексу рефракції речовини, які передбачає корпускулярна теорія, дають корисний метод для вимірювання швидкості світла. Ці передбачення виникли тому, що  індекс рефракції (в російськомовній літературі — "показник заломлення" ) речовини (наприклад, скла) залежить від відношення швидкості світла в повітрі та в склі. Араго спробував виміряти величину рефракції корпускул світла за допомогою скляної призми, розташованої фронтально до окуляра телескопа. Він думав, що в різний час протягом доби чи року буде спостерігати набір різних кутів рефракції, які зумовлені різними швидкостями зір та рухом Землі. Проте Араго виявив, що рефракція зір не залежить від часу доби чи сезону. Єдине, що спостерігав Араго, була звичайна аберація світла.
В 1818 Огюстен Жан Френель перевірив експериментальні результати Араго, використовуючи хвильову теорію світла. Він зрозумів, що навіть якщо світло розповсюджувалося як хвиля, індекс рефракції для поверхні розділу «повітря—скло» мав змінюватися, коли скло рухається через ефір для протидії налітаючій хвилі з різними швидкостями, коли Земля обертається, чи змінюються сезони. Френель припустив, що скляна призма буде частково переносити ефір разом з собою, так що «…ефір буде в надлишку всередині призми». Він зрозумів, що швидкість розповсюдження хвиль залежить від густини середовища, так що швидкість світла в призмі вимушено підстроюється на деяку величину 'захоплення' ('drag'). Швидкість світла {\displaystyle v_{n}} в склі без підстройки задається виразом: 
{\displaystyle v_{n}={\frac {c}{n}}}
Захоплююча підстройка {\displaystyle v_{d}} задається:
{\displaystyle v_{d}=v(1-{\frac {\rho _{e}}{\rho _{g}}})}
де {\displaystyle \rho _{e}}  — густина ефіру в середовищі, {\displaystyle \rho _{g}} — густина ефіру в склі, а {\displaystyle v} — швидкість призми по відношенню до ефіру.
Фактор {\displaystyle (1-{\frac {\rho _{e}}{\rho _{g}}})}  може бути записана як {\displaystyle (1-{\frac {1}{n^{2}}})}, оскільки індекс рефракції n буде залежним від густини ефіру. Він відомий також, як коефіцієнт  захоплення (drag) Френеля. Тоді швидкість світла в склі буде:
{\displaystyle V={\frac {c}{n}}+v(1-{\frac {1}{n^{2}}})}
Ця корекція була успішна при поясненні нульового результату в експерименті Араго. Вона базується на концепції стаціонарного ефіру, що захоплюється такою речовиною як скло, але не повітрям. Успіх цього підходу знаменував чергову «перемогу» нової хвильової теорії світла над старою корпускулярною. 

### Проблеми часткового захоплення ефіру
Коефіцієнт захоплення ефіру був підтверджений експериментом Фізо та численними його повторами іншими дослідниками. За допомогою цього експерименту можна пояснити негативні результати всіх інших експериментів, таких як експерименти Араго, Фізо, Хоєка та Маскарта. Поняття «майже стаціонарного ефіру» також сумісне з аберацією світла. Проте від цієї теорії відмовились з наступних причин:
- В 19-му столітті вже було відомо, що часткове захоплення ефіру вимагає, щоб відносна швидкість ефіру та речовини була різною для світла різних кольорів, що вочевидь не виконується.
- Теорія майже стаціонарного ефіру Френеля передбачає позитивний результат для експериментів, які достатньо чутливі достатньо для реєстрації ефектів другого порядку. Проте подібні експерименти, наприклад експеримент Майкельсона — Морлі та експеримент Траутона — Нобла[en], дали «негативний» результат, і тому сьогодні ефір Френеля мало використовується в фізиці.

Щоб врятувати гіпотезу стаціонарного ефіру, Фітцжеральд та Лоренц запровадили поняття скорочення Фіцжеральда-Лоренца — зменшення довжини всіх тіл уздовж напряму руху на множник {\displaystyle {\sqrt {1-v^{2}/c^{2}}}}. Більше того, в «теорії електрона Лоренца» перетворення Галілея були замінені на перетворення Лоренца. Коефіцієнт захоплення Френеля тут відображає результат розповсюдження світлових хвиль, і не пов'язаний із захопленням (entrainment) ефіру.  
Проте накопичення гіпотез для врятування концепції стаціонарного ефіру вважається сьогодні досить штучною процедурою. Ейнштейн виявив, що достатньо використати два припущення: принцип відносності та «принцип постійності швидкості світла» у всіх інерційних системах. Із цих постулатів спеціальної теорії відносності перетворення Лоренца випливають автоматично, без застосування концепції стаціонарного ефіру
Як було показано Макс фон Лауе (1907), теорія відносності передбачає результати експерименту Фізо з теореми про «додавання швидкостей» без необхідності використання ефіру. Якщо {\displaystyle V} — швидкість світла відносно приладу Фізо, {\displaystyle U} — швидкість світла по відношенню до води, а {\displaystyle v} — швидкість води:
{\displaystyle U={\frac {c}{n}}}
{\displaystyle V={\frac {c/n+v}{1+v/nc}}}
Тоді при малому v/c ми можемо застосувати біноміальний розклад:
{\displaystyle V\approx {\frac {c}{n}}+v\left(1-{\frac {1}{n^{2}}}\right)}
Цей вираз збігається з рівнянням Френеля .

## Повне захоплення ефіру
Для моделі ефіру Джорджа Стокса (1845) часткове захоплення ефіру не властиве. Тому Стокс припустив, що ефір повністю захоплюється поблизу тіла, яке рухається . Герц (1890) використав модель повного захоплення Стокса в рамках теорії електромагнетизму Максвелла. При цьому був також використаний принцип відносності Галілея. Якщо припустити, що ефір разом з матеріальним об’єктом перебуває в спокої в одній системі відліку, тоді перетворення Галілея дають такий результат, що об'єкт та захоплений ефір рухаються з однаковою швидкістю і в іншій системі відліку.

### Проблеми повного захоплення ефіру

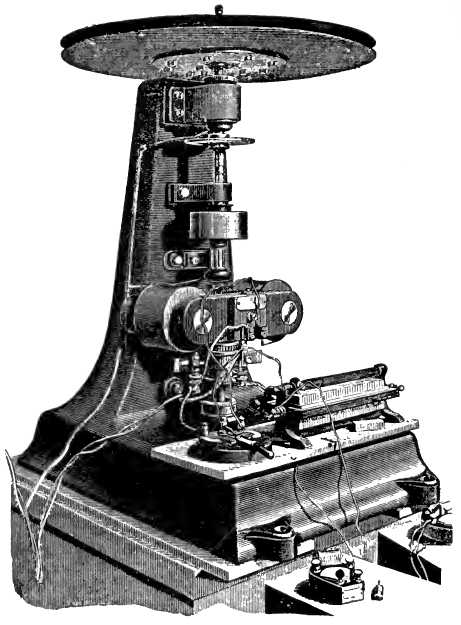
Lodge's ether machine. Світло від чутливого інтерферометра регулюється між дисками, що швидко обертаються.

Повне захоплення ефіру може «пояснити» негативні результати майже всіх експериментів по захопленню ефіру (подібних до експерименту Майкельсона — Морлі). Проте ця теорія сьогодні вважається невідповідною спостереженням із наступних причин:
- Експеримент Фізо (1851) показує тільки «часткове захоплення» світла.
- Ефект Саньяка показує, що два промені світла, від одного й того ж джерела світла, спрямовані в різні напрями платформи, що обертається, вимагають різного часу для повернення назад до джерела світла. Проте, якщо ефір повністю захоплюється платформою, то цього ефекту взагалі не може бути.
- Олівер Лодж провів безрезультатно експерименти в 1890-х по розповсюдженню світла поблизу великих мас, що обертаються навколо своєї осі, для з'ясування їх впливу (негативний результат)[12][13].

## Зовнішні посилання
- Mathpages: Stokes’ Mistake [Архівовано 28 січня 2013 у Archive.is]